# الحقوق الاقتصادية والاجتماعية والثقافية

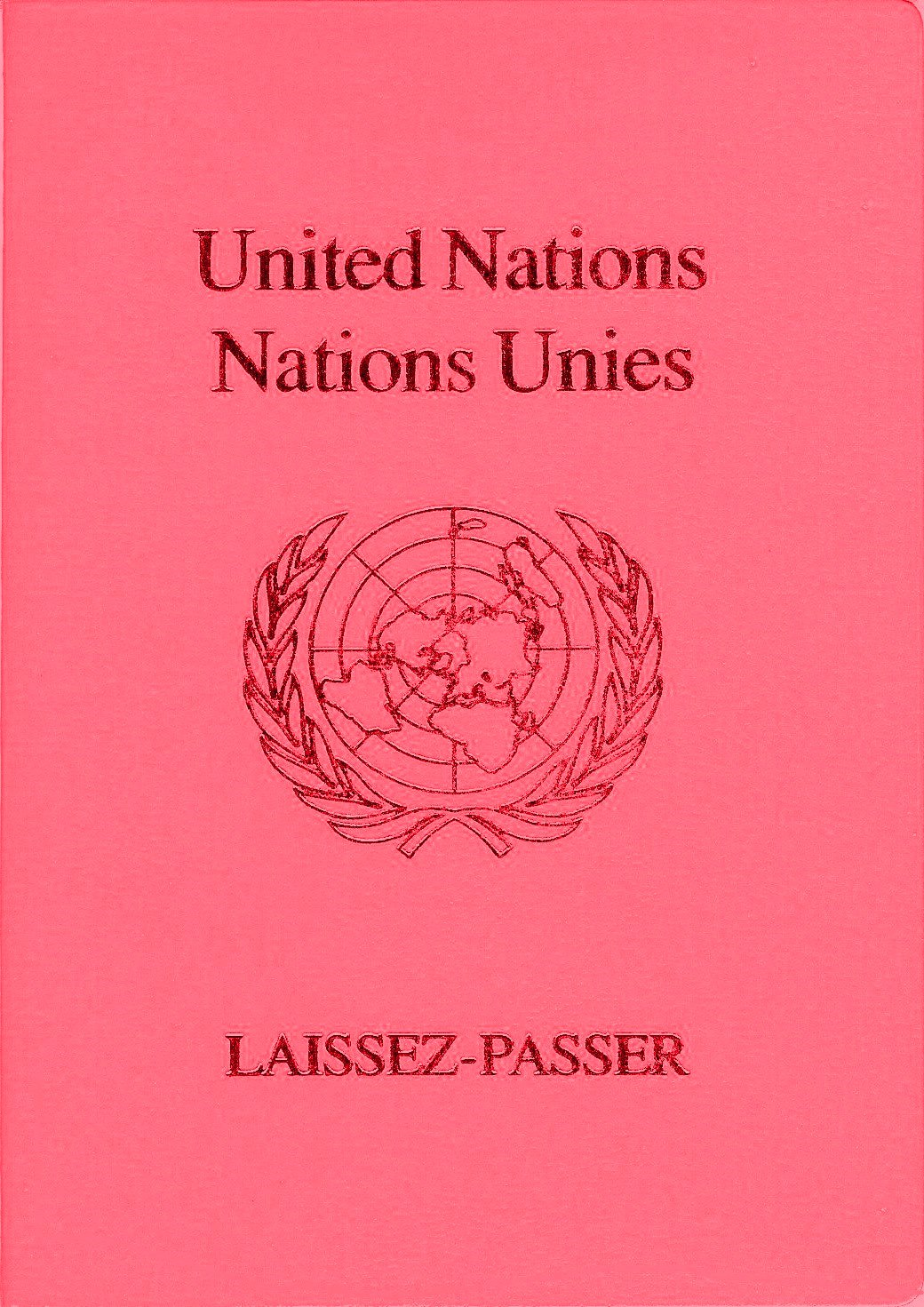
جواز المرور الأحمر الصادر عن الأمم المتحدة

الحقوق الاقتصاديَّة والاجتماعيَّة والثقافيَّة، هي مجموعة من حقوق الإنسان الاقتصادية الاجتماعية التي تشمل مثلاً: الحق في التعليم، والحق في السكن، والحق في مستوى معيشي لائق، والحق في الرعاية الصحيَّة، وحقوق الضحايا، والحق في العلوم والثقافة. تحمي المعاهدات والاتفاقيَّات الدوليَّة والإقليميَّة وتعترف بالحقوق الاقتصاديَّة والاجتماعيَّة والثقافيَّة، وتلتزم الدول الموقِّعة عليها باحترام هذه الحقوق وحمايتها وتطبيقها.
يعترف الإعلان العالمي لحقوق الإنسان بعدد من الحقوق الاقتصاديَّة والاجتماعيَّة والثقافيَّة، ويعتبر العهد الدولي الخاص بالحقوق الاقتصادية والاجتماعية والثقافية المصدر القانوني الدولي الرئيسي لهذه الحقوق، كما أنَّ اتفاقية حقوق الطفل واتفاقية القضاء على جميع أشكال التمييز ضد المرأة تقرُّ وتحمي الكثير من الحقوق الاقتصادية والاجتماعية والثقافية المعترف بها في الميثاق الدول الخاص، وتحظر الاتفاقيَّة الدولية للقضاء على جميع أشكال التمييز العنصري التمييزَ القائم على أساس الأصل العرقي أو الإثني فيما يتعلق بعدد من الحقوق الاقتصادية والاجتماعية والثقافية، كما تحظر اتفاقية حقوق الأشخاص ذوي الإعاقة جميع أشكال التمييز القائم على أساس الإعاقة بما في ذلك عدم المساوة المتعلِّقة بالتمتُّع بكامل الحقوق الاقتصادية والثقافية والاجتماعية.

## الاتفاقيَّات الدولية والإقليميَّة لحقوق الإنسان

### الاتفاقيَّات الدوليَّة لحقوق الإنسان
يعتبر الإعلان العالمي لحقوق الإنسان الذي اعتمدته الجمعيَّة العامة للأمم المتحدة عام 1948 مصدراً هامَّاً للحقوق الاقتصاديَّة والاجتماعيَّة والثقافيَّة، ويعترف هذا الإعلان بالحق في الضمان الاجتماعي (المادة 22)، والحق في العمل (المادة 23)، والحق في الراحة والترفيه (المادة 24)، والحق في مستوى معيشي لائق (المادة 25)، والحق في التعليم (المادة 26)، والحق في فوائد العلوم والثقافة (المادة 27)، أمَّا العهد الدولي الخاص بالحقوق الاقتصاديَّة والاجتماعيَّة والثقافيَّة (ICESCR) فهو المصدر القانوني الدولي الرئيسي للحقوق الاقتصاديَّة والاجتماعيَّة والثقافيَّة، يعترف هذا الميثاق ويحمي الحق في العمل وحق الحصول على ظروف عمل عادلة وملائمة في المادتين السادسة والسابعة، والحق في الانضمام إلى نقابات العمَّال والقيام بالإجراءات الجماعية في المادة الثامنة، والحق في الضمان الاجتماعي في المادة التاسعة، والحق في الحماية الأسريَّة وحماية الأمهات والأطفال في المادة العاشرة، والحق في مستوى معيشي لائق بما في ذلك الحق في الغذاء والحق في السكن في المادة الحادية عشر، والحق في الصحة في المادة الثانية عشر، والحق في التعليم في المادة الثالثة عشر، بالإضافة للحق في المشاركة في الحياة الثقافية والاستفادة من العلوم والثقافة في المادة الخامسة عشر. يعترف العهد الدولي الخاص بالحقوق المدنيَّة والسياسيَّة بعدد من الحقوق الاقتصادية والاجتماعيَّة والثقافيَّة الجوهريَّة، بما في ذلك الحق في الانضمام إلى نقابات العمَّال في المادة الثانية والعشرين، وحق الأقليَّات العرقيَّة والدينيَّة واللغوية في ممارسة ثقافتهم وممارسة عقائدهم الدينيَّة واستخدام لغتهم الأم في المادة السابعة والعشرين.
تتضمَّن عدد من المعاهدات والاتفاقيَّات الدوليَّة الرئيسيَّة الأخرى لحقوق الإنسان أحكاماً تتعلق بالحقوق الاقتصاديَّة والاجتماعية والثقافيَّة، فمثلاً تقرُّ اتفاقيَّة حقوق الطفل وتحمي الكثير من الحقوق الاقتصاديَّة والاجتماعيَّة والثقافيَّة الخاصَّة بالأطفال بما في ذلك الحق في صحة الأطفال في المادة الرابعة والعشرين، والحق في الضمان الاجتماعي في المادة الخامسة والعشرين، والحق في مستوى معيشة لائق في المادة السابعة والعشرين، والحق في التعليم في المادة الثامنة والعشرين، والحق في الحماية من الاستغلال الاقتصادي (عمالة الأطفال) في المادة الثانية والثلاثين، ومن جهتها تحظر الاتفاقيَّة الدولية للقضاء على جميع أشكال التمييز العنصري التمييزَ على أساس الأصل العرقي أو الإثني فيما يتعلَّق بعدد من الحقوق الاقتصادية والاجتماعيَّة والثقافيَّة، وتؤكِّد اتفاقيَّة القضاء على أشكال التمييز ضد المرأة على مجموعة من الحقوق الاقتصاديَّة والاجتماعيَّة والثقافيَّة للمرأة، وتحمي اتفاقيَّات منظمة العمل الدوليَّة مجموعة من الحقوق الاقتصاديَّة والاجتماعيَّة والثقافيَّة المتعلقة بالعمل.

### الاتفاقيَّات الإقليميَّة لحقوق الإنسان
ينصُّ الميثاق الأفريقي لحقوق الإنسان والشعوب على حماية الحق في العمل (المادة 15)، والحق في الصحة (المادة 16)، والحق في التعليم (المادة 17). ويحمي الميثاق الاجتماعي الأوروبي مجموعة واسعة من الحقوق الاقتصادية والاجتماعية والثقافيَّة بما في ذلك الحق في العمل وظروف العمل المناسبة والحق في الانضمام للنقابات العمَّاليَّة والقيام بإجراءات جماعيَّة (المواد من 1 إلى 10)، والحق في الصحة (المادة 11)، والحق في الضمان الاجتماعي بما في ذلك الحق في المساعدة الطبيَّة والحق في خدمات الرعاية الاجتماعية (المواد من 12 إلى 14)، وحماية الفئات الاجتماعيَّة الضعيفة (المادة 15 والمادة 16 والمادة 17 والمادة 19)، والحق في السكن (المادة 31). يحمي بروتوكول سان سلفادور مجموعة من الجوانب الاقتصاديَّة والاجتماعية والثقافيَّة داخل نظام حقوق الإنسان لبلدان الأمريكتين.